# Proeme cyanescens
Proeme cyanescens là một loài bọ cánh cứng trong họ Cerambycidae.